# Охотник на людей
«Охотник на людей» (англ. Manhunter) — американский фильм 1986 года по роману Томаса Харриса «Красный дракон». Первый фильм, в котором появляется серийный убийца Ганнибал Лектер.
Фильм фокусирует внимание зрителя на судебно-медицинской экспертизе, на работе, которую проводит ФБР, чтобы разыскать убийцу. В фильме видно сильно стилизованное использование цвета, которое использует режиссёр, чтобы передать чувство двойственности и сходство характеров убийцы и следователя.
По выходе в прокат фильм получал смешанные отзывы, был холодно принят зрителями на момент выпуска, собрав лишь $ 8,6 млн в Соединенных Штатах при бюджете в 15 млн. Тем не менее сегодня фильм находится в стадии переоценки: в более поздних обзорах и в настоящее время фильм пользуется более благоприятным приёмом. Его возрождающаяся популярность, которая может быть обусловлена более поздними адаптациями книг Томаса Харриса и успехом Петерсена в сериале «C.S.I.: Место преступления», делает этот фильм в глазах киноманов и кинокритиков культовым.

## Сюжет
Основой для фильма является роман «Красный дракон» Томаса Харриса. Агент ФБР идёт по следу опасного преступника, которому дали прозвище Зубная Фея. Чтобы поиски были более эффективны, детектив вступает в контакт с Ганнибалом Лектером, заключённым в тюремную психиатрическую клинику, с тем чтобы тот помог ему проникнуть во внутренний мир убийцы. Маньяку Ганнибалу Лектеру легче, чем обычному человеку, разобраться в мотивах Зубной Феи.
Уилл Грэм (Уильям Петерсен) — бывший профайлер ФБР, который ушёл в отставку из-за психического расстройства, которое развилось у него после расследования дела серийного убийцы-каннибала и бывшего психиатра Ганнибала Лектера (Брайан Кокс), которого он арестовал. Грэм встречается в своем доме во Флориде со своим бывшим начальником по ФБР Джеком Кроуфордом (Деннис Фарина), который ищет помощь с поиском нового серийного убийцы. Обещая своей жене Молли (Ким Грайст), что он будет осторожен и ничего не будет предпринимать больше, чем изучать доказательства, Грэм соглашается посетить самую последнюю сцену преступления в Атланте, где он пытается понять ход мыслей убийцы, которого теперь окрестили «Зубной Феей» полицейскими из-за укусов, которые он оставляет на своих жертвах.
Найдя отпечатки пальцев убийцы, Грэм встречается с Кроуфордом. К Грэму подходит папарацци газеты National Tattler Фредди Лаундс (Стивен Лэнг), с которым Грэм имеет горький опыт встречи; когда Грэм был госпитализирован, Лаундс втайне сделал его снимки. Грэм навещает Лектера в его камере и просит его предположить мотив убийцы. После напряжённой беседы Лектер соглашается взглянуть на дело. Чуть позже Лектер умудряется получить домашний адрес Грэма путём обмана во время гарантированных ему телефонных разговоров.
Грэм едет на первый эпизод преступления в Бирмингем, штат Алабама, где контактирует с Кроуфордом, который рассказывает ему о происшествии с Лаундсом, которое может относиться к делу. Кроуфорд отправляет Грэма к Фредерику Чилтону (Бенжамин Хендирксон), директору Балтиморской психиатрической больницы, который нашёл записку в личных вещах Лектера. Читая записку, они понимают, что Зубная фея, выражая восхищение к Лектеру, интересуется Грэмом. Кроуфорд и Грэм приходят в Академию ФБР в Квантико, где отсутствует часть записки Зубной Феи, которую они анализируют. Установлено, что маньяки используют для общения раздел знакомств в National Tattler, газеты Лаундса.
ФБР намеревалось заказать поддельное объявление, чтобы написать от имени Лектера, но детективы понимают, что без надлежащего книжного кода Зубная фея распознает подделку. Таким образом, они позволяют опубликовать записку в первоначальном виде, и Грэм организует интервью с Лаундсом, в ходе которого он даёт ложные и уничижительные эпитеты Зубной фее, чтобы подстрекать его. После того, как операция по поимке убийцы проваливается, Лаундса похищает Зубная фея (Том Нунен). Проснувшись в доме убийцы, он вынужден смотреть слайд-шоу из серии картин Уильяма Блейка Великий красный дракон, наряду с изображением жертв Феи и изображением людей, которых он определяет как ближайшие цели. Лаундс вынужден продиктовать на диктофон заявление о том, что он оклеветал Зубную Фею. Затем зритель видит кадр, как подожжённое тело в инвалидном кресле скатывается с верхних этажей National Tattler в подземный гараж. Зубная Фея сделал это в качестве предупреждения.
Кроуфорд рассказывает Грэму, что его коллегам удалось расшифровать переписку Лектера с Зубной Феей — это домашний адрес Грэма с призывом убить его семью (записка заканчивается словами «Спаси себя. Убей их всех» (англ. Save yourself. Kill them all) показывая, что Лектер считает, что Грэм может найти Зубную Фею). Грэм мчится домой, чтобы найти и обезопасить свою семью. После того, как ФБР укрывает семью Грэма в безопасном месте, он пытается объяснить своему сыну Кевину, почему он ушёл в отставку.
На своей работе в Лаборатории фильмов Сент-Луиса, Фрэнсис Долархайд — Зубная Фея находит контакт со своей слепой коллегой, Рибой МакКлейн (Джоан Аллен), и заканчивается разговор тем, что он предлагает ей подвести её до дома. Они идут к дому Долархайда, где Риба не может увидеть, как Долархайд смотрит домашние кадры с участием своих потенциальных жертв. Она целует его, и они имеют физическую близость. Долархайд смущён этими новообретёнными отношениями, хотя это помогает ему подавить свою кровожадность. В то время как Грэм начинает понимать, сколько потребностей у Зубной Феи в новых убийствах, Долархайд наблюдает, как Рибу сопровождают домой другой её спутник. Ошибочно считая, что они целовались, Долархайд убивает спутника Рибы и похищает её. Когда она называет его Фрэнсисом, он говорит ей: «Фрэнсис ушёл навсегда».
Грэм и Кроуфорд понимают, что фильмы Зубной Феи были обработаны в Лаборатории фильмов Сент-Луиса. Они летят туда немедленно. Грэм определяет, какой сотрудник видел эти фильмы и получает домашний адрес Долархайда, к которому он и Кроуфорд едут с полицейским сопровождением. В доме Долархайда происходит борьба Рибы с Долархайдом, который пытается убить её куском разбитого стекла зеркала. Полицейские окружают дом. Видя, что с Долархайдом в доме присутствует ещё кто-то, Грэм решает с разбега впрыгнуть в окно дома. Долархайд с помощью дробовика пытается ранить Кроуфорда и убить двух полицейских. Раненый в перестрелке, Долархайд возвращается на кухню, чтобы застрелить Грэма, но промахивается из-за травм и погибает от выстрелов Грэма. Грэм, Риба и Кроуфорд с травмами обращаются к медикам. Грэм возвращается домой и отходит от службы навсегда.

## Создатели фильма
- Режиссёр — Майкл Манн
- Продюсер — Дино Де Лаурентис
- Автор сценария — Майкл Манн (по роману Томаса Харриса «Красный дракон»)
- Оператор — Данте Спинотти
- Композитор — Мишель Рубини

### Актёры
| Актёр               | Роль                             |
| ------------------- | -------------------------------- |
| Уильям Петерсен     | Уилл Грэм                        |
| Ким Грейст          | Молли Грэм                       |
| Джоан Аллен         | Риба МакКлейн                    |
| Брайан Кокс         | Ганнибал Лектер                  |
| Деннис Фарина       | Джек Кроуфорд                    |
| Том Нунен           | Фрэнсис Долархайд / Зубная Фея   |
| Стивен Лэнг         | Фредди Лаундс                    |
| Дэвид Симан         | Кевин Грэм                       |
| Бенжамин Хендриксон | Фредерик Чилтон                  |
| Фрэнки Фэйсон       | лейтенант Фиск                   |
| Майкл Тэлботт       | Джихен                           |
| Дэн Батлер          | Джимми Прайс                     |
| Билл Смитрович      | Ллойд Боумен                     |
| Пол Перри           | доктор Сидни Блум                |
| Маршалл Белл        | полицейский (в титрах не указан) |

## Саундтрек
| №                   | Название             | Автор(ы)                        | Длительность |
| ------------------- | -------------------- | ------------------------------- | ------------ |
| 1.                  | «Strong as I Am»     | The Prime Movers                | 4:37         |
| 2.                  | «Coelocanth»         | Shriekback                      | 4:19         |
| 3.                  | «This Big Hush»      | Shriekback                      | 6:13         |
| 4.                  | «Graham's Theme»     | Майкл Рубини                    | 4:00         |
| 5.                  | «Evaporation»        | Shriekback                      | 3:18         |
| 6.                  | «Heartbeat»          | Red 7 (проект Майка Резерфорда) | 3:52         |
| 7.                  | «Lector's Cell»      | The Reds                        | 1:48         |
| 8.                  | «Jogger's Stakeout»  | The Reds                        | 2:05         |
| 9.                  | «Leed's House»       | The Reds                        | 4:32         |
| 10.                 | «In-A-Gadda-Da-Vida» | Iron Butterfly                  | 8:20         |
| Общая длительность: | Общая длительность:  | Общая длительность:             | 43:29        |

Музыка, которая прозвучала в фильме, но не вошла в треклист:
| №                   | Название                 | Автор(ы)            | Длительность |
| ------------------- | ------------------------ | ------------------- | ------------ |
| 1.                  | «Freeze»                 | Клаус Шульце        | 6:42         |
| 2.                  | «Seiun + Hikari No Sono» | Китаро              | 8:00         |
| Общая длительность: | Общая длительность:      | Общая длительность: | 14:42        |